# Districtul Sucha
Județul Sucha (în poloneză Powiat suski) este o unitate teritorial-administrativă și administrație locală (powiat) în voievodatul Polonia Mică, sudul Poloniei, lângă granița cu Slovacia.
Județul a fost înființat în data de 1 ianuarie 1999 ca rezultat al reformelor poloneze locale adoptate în anul 1998. Sediul administrativ al județului și cel mai mare oraș este Sucha care este la 44 km spre sud-vest de capitala regională Cracovia. În județ mai există orașele: 
- Maków Podhalański la 7 km spre est de Sucha și
- Jordanów la 20 km spre sud-est de Sucha.

Județul are o suprafață de 685,75 km pătrați. În 2006 populația totală a județului era de 82045 locuitori, din care populația orașului Sucha Beskidzka era 9.726, a orașului Maków Podhalański de 5.738, iar a orașului Jordanów de 5.112 locuitori. Populația rurală a județului era de 61.469 locuitori.

## Județe învecinate
Județul Sucha se învecinează:
- spre nord cu județul Wadowice
- la est cu județul Myślenice
- la sud-est cu județul Nowy Targ
- la vest cu județul Żywiec
- la sud cu Slovacia.

## Diviziunile administrative
Județul este împărțit în nouă comune (gmina)  (două urbane, una urban-rurală și șase rurale). Acestea sunt prezentate în tabelul de mai jos, în ordinea descrescătoare a populației.
| Comuna                                                             | Tip         | Suprafața (km²) | Populația (2006) | Sediu             |
| Comuna Maków Podhalański (5)                                       | urban-rural | 108.9           | 15,873           | Maków Podhalański |
| Comuna Stryszawa (6)                                               | rural       | 113.2           | 11,710           | Lachowice         |
| Comuna Jordanów (4)                                                | rural       | 92.7            | 10,508           | Jordanów *        |
| Sucha Beskidzka (7)                                                | urban       | 27.5            | 9,726            |                   |
| Comuna Zawoja (8)                                                  | rural       | 128.8           | 8,849            | Zawoja            |
| Comuna Budzów (1)                                                  | rural       | 73.4            | 8,311            | Budzów            |
| Comuna Bystra-Sidzina (2)                                          | rural       | 80.4            | 6,423            | Bystra            |
| Comuna Zembrzyce (9)                                               | rural       | 39.9            | 5,533            | Zembrzyce         |
| Jordanów (3)                                                       | urban       | 20.9            | 5,112            |                   |
| * sediul nu face parte din punct de vedere administrativ de comună |             |                 |                  |                   |